# 索纳伊·卡塔尔
索纳伊·卡塔尔（Sonay Kartal，2001年10月28日—），英国女子网球运动员。她自2019年以来一直在ITF女子世界网球巡回赛上打球，并赢得了11个ITF单打冠军。
卡塔尔出生于伦敦锡德卡普，现居布莱顿。她的父亲拥有土耳其血统。她就读于朗希尔高中。 
她6岁时在观看哥哥打球后开始打网球。她目前在布莱顿的Pavilion & Avenue网球俱乐部训练。她最喜欢的网球运动员是罗杰·费德勒和金·克里斯特尔斯。

## 职业生涯
卡塔尔于2021年11月在安塔利亚ITF 15K赛事中赢得了她的第一个冠军，并在决赛中击败了托特·阿玛丽萨。卡塔尔随队参加了2022年4月在布拉格对阵捷克队的比利·简·金杯预选赛。然而她没有机会上场打比赛。 
她在2022年诺丁汉网球公开赛获得单打正赛外卡首次参加WTA巡回赛，但在第一轮输给了卡米拉·吉奧爾吉。
卡塔尔在2022年温布尔登网球锦标赛上获得了女单正赛外卡，这是她首次亮相大满贯，但在第一轮输给了幸运落败者莱斯利·帕蒂纳玛·科霍夫。
2024年6月，排名第295位的她首次通过资格赛获得2024年温布尔登网球锦标赛的参赛资格，前两届比赛中她都是通过外卡进入正赛，她击败了29号种子索拉娜·科斯蒂亚]和世界排名第45位的克拉拉·比雷尔。她成为公开赛时代第二位以预选赛身份进入大满贯第三轮的英国女子球员。
在通过预选赛后，她于2024年9月在突尼斯莫纳斯提尔举行的茉莉网球公开赛上首次进入巡回赛八强，並且最終再決賽擊敗了史拉姆科娃，獲得職業生涯第一座WTA巡迴賽冠軍